# Saint-Martin-de-la-Cluze
Saint-Martin-de-la-Cluze ist eine französische Gemeinde mit 749 Einwohnern (Stand: 1. Januar 2022) im Département Isère in der Region Auvergne-Rhône-Alpes (vor 2016 Rhône-Alpes). Sie gehört zum Arrondissement Grenoble und zum Kanton Matheysine-Trièves. Die Einwohner werden Saint-Martinous genannt.

## Geographie
Die Gemeinde Saint-Martin-de-la-Cluze liegt etwa 24 Kilometer südsüdwestlich von Grenoble im Vercors-Massiv der Westalpen. Der Fluss Drac begrenzt die Gemeinde im Osten, der hier als Lac de Notre-Dame-de-Commiers aufgestaut ist. Umgeben wird Saint-Martin-de-la-Cluze von den Nachbargemeinden Vif im Norden, Notre-Dame-de-Commiers im Nordosten, Monteynard im Osten, Avignonet im Südosten und Süden, Sinard im Süden und Südwesten, Miribel-Lanchâtre im Südwesten und SWsten sowie Le Gua im Westen und Nordwesten. Durch die Gemeinde führt die Autoroute A51.

## Bevölkerungsentwicklung
| Jahr                       | 1962 | 1968 | 1975 | 1982 | 1990 | 1999 | 2006 | 2013 | 2021 |
| -------------------------- | ---- | ---- | ---- | ---- | ---- | ---- | ---- | ---- | ---- |
| Einwohner                  | 335  | 262  | 281  | 353  | 462  | 566  | 603  | 647  | 747  |
| Quellen: Cassini und INSEE |      |      |      |      |      |      |      |      |      |

## Sehenswürdigkeiten
- Kirche Saint-Christophe aus dem 12. Jahrhundert, Monument historique seit 1926
- romanische Kapelle Saint-Christophe im Ortsteil Pâquier aus dem 12. Jahrhundert
- Schloss Pâquier aus dem 16./17. Jahrhundert
- Atelier Gilioli

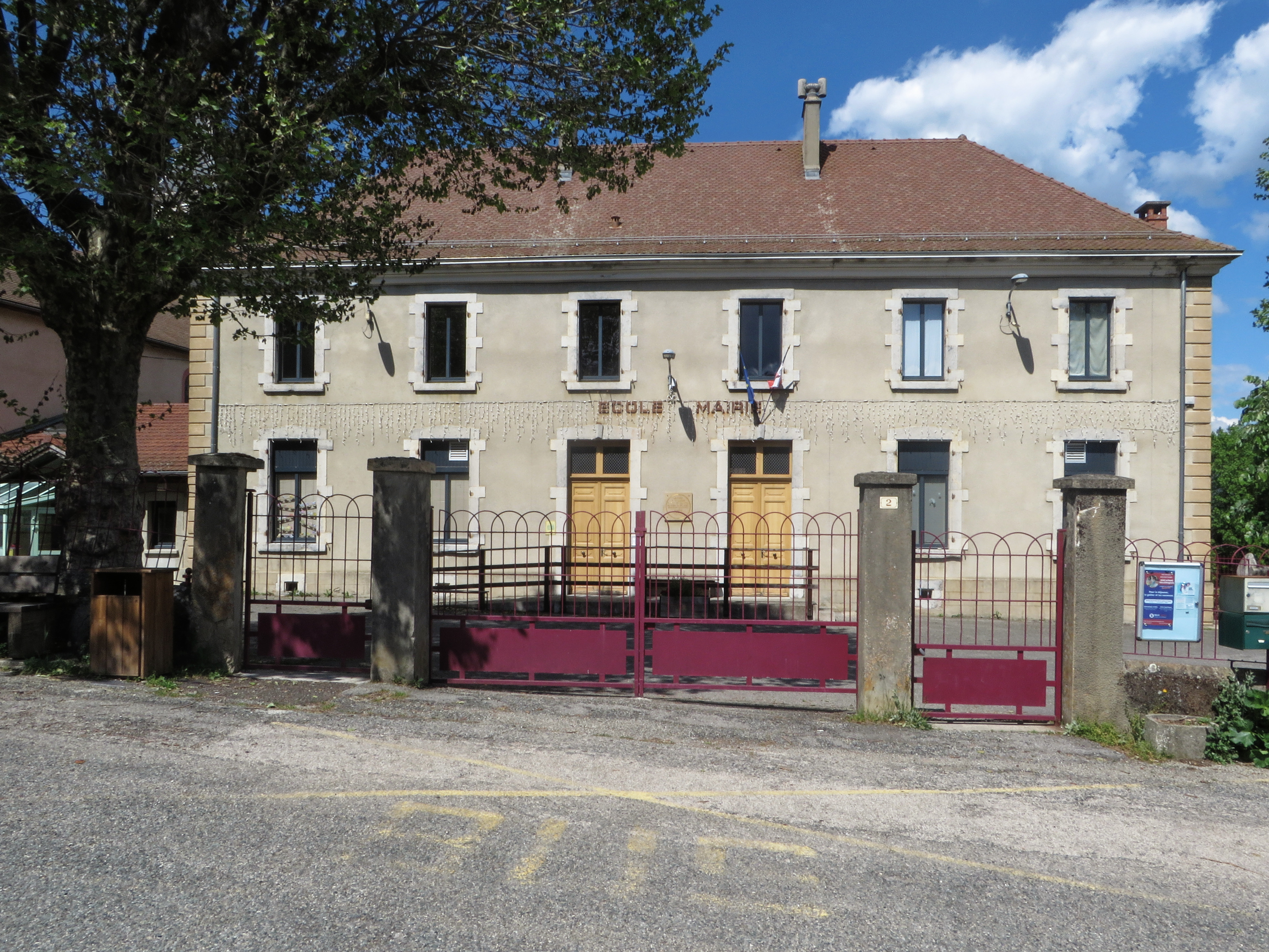
Rathaus (mairie) und Schule
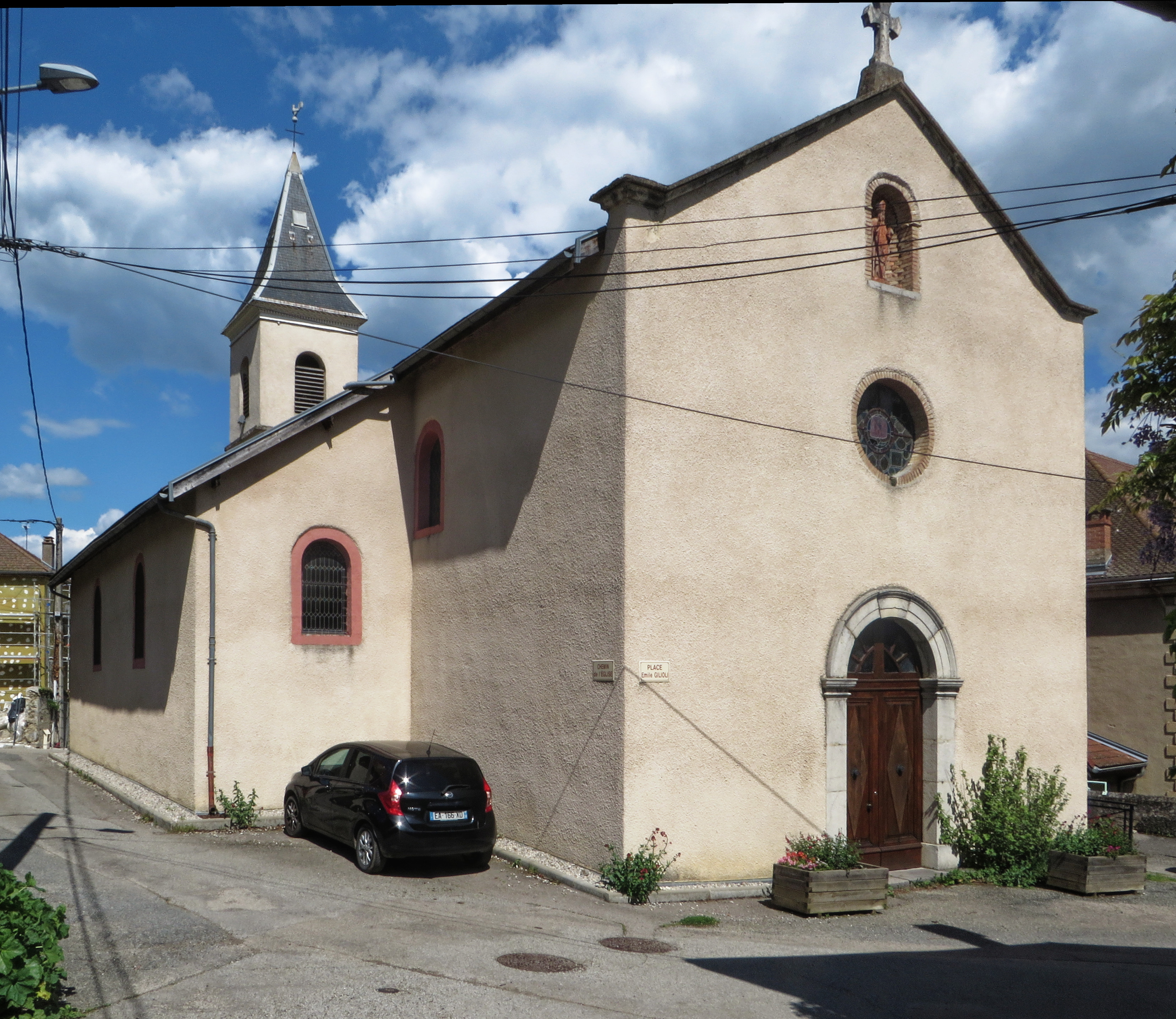
Kirche Saint-Christophe
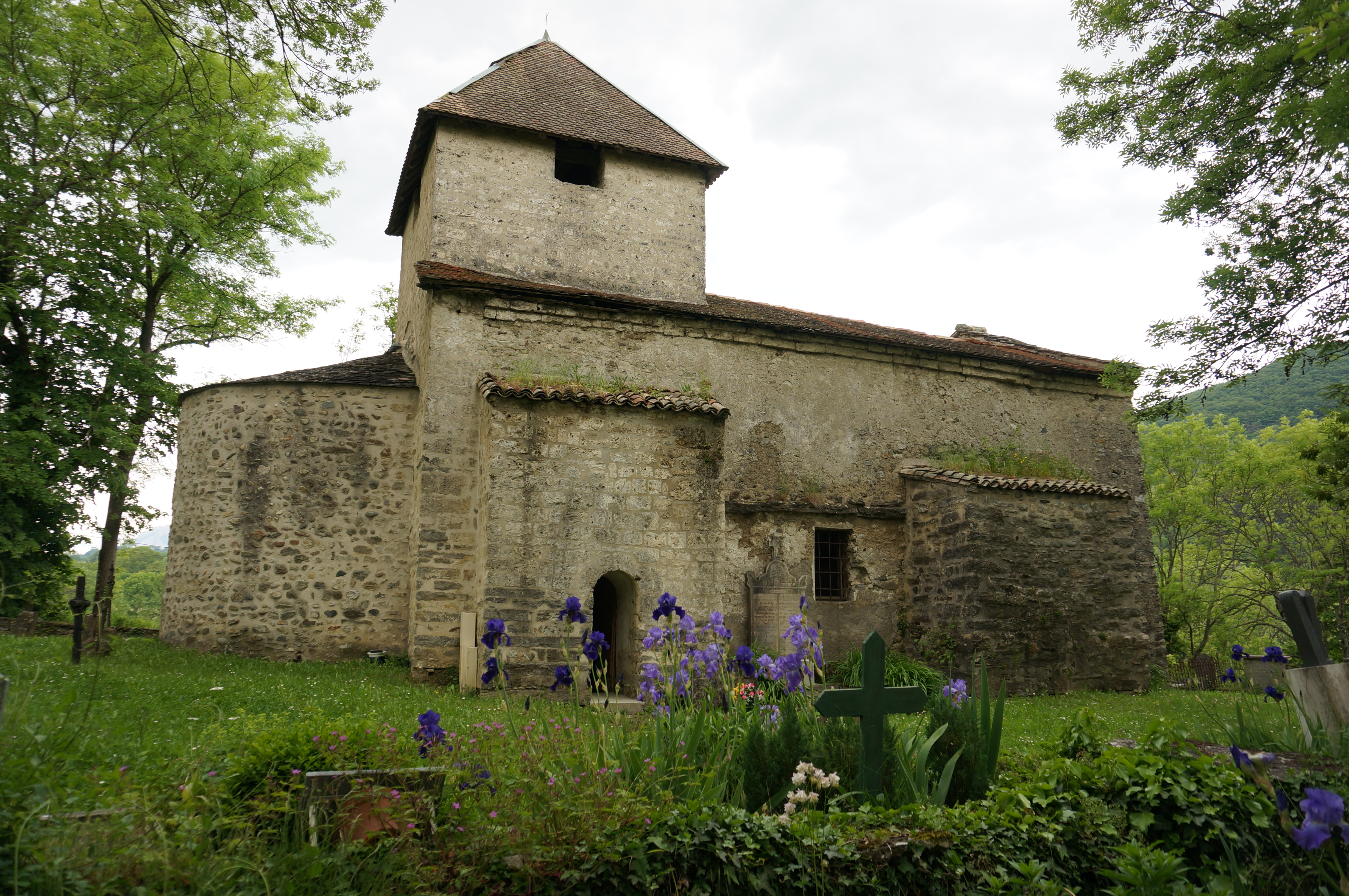
Kapelle Saint-Christophe
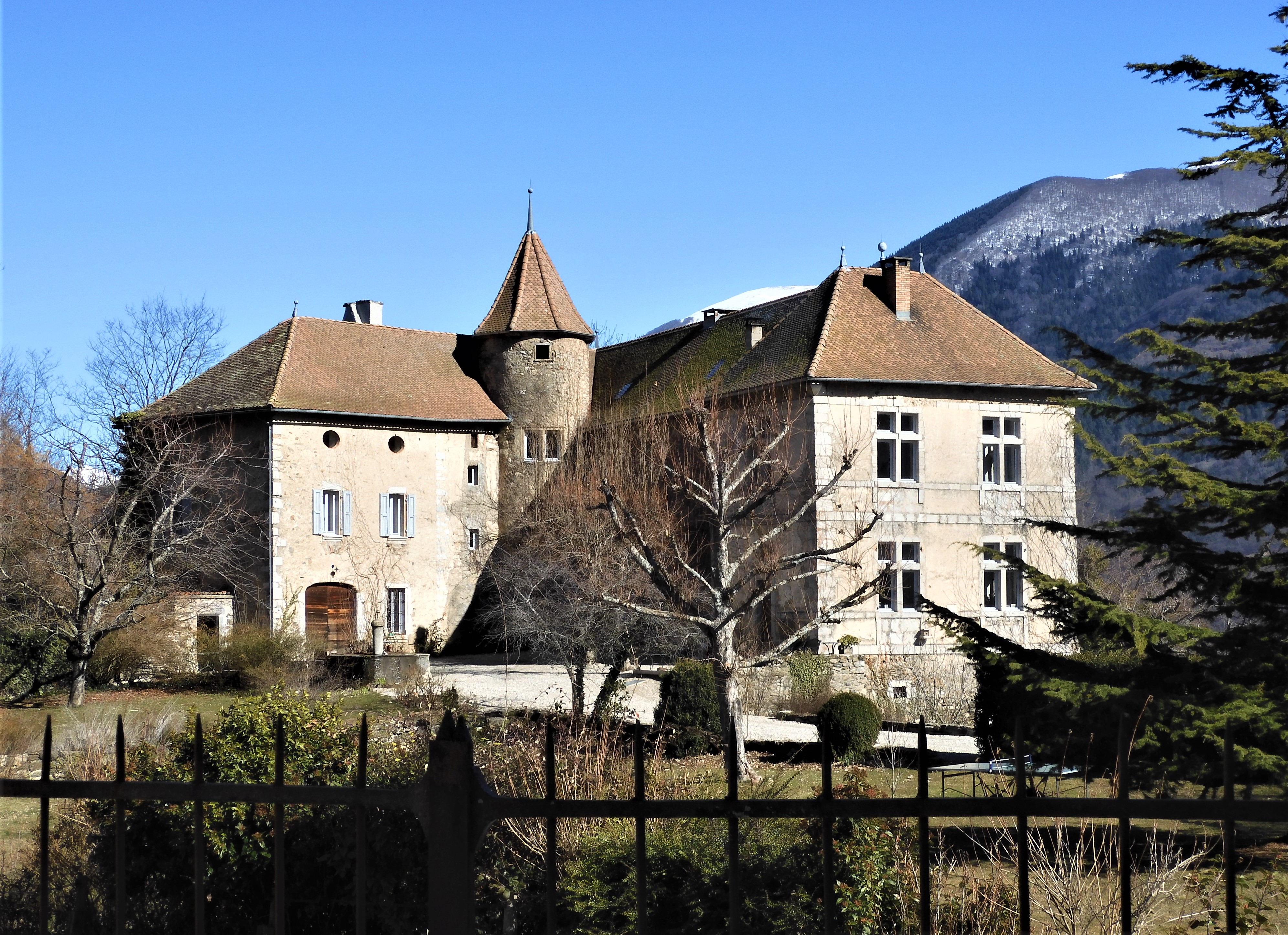
Schloss Pâquier
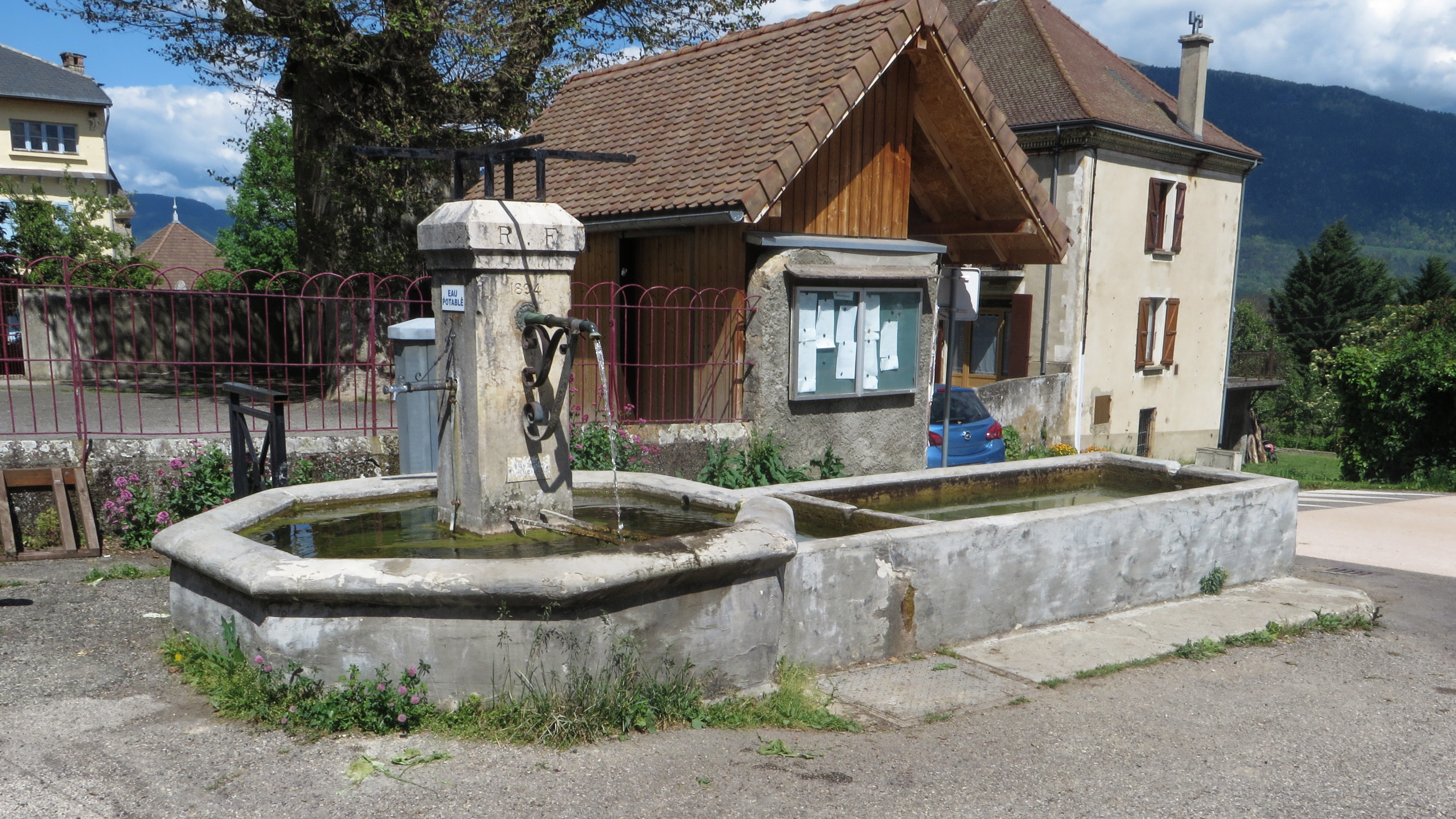
Brunnen
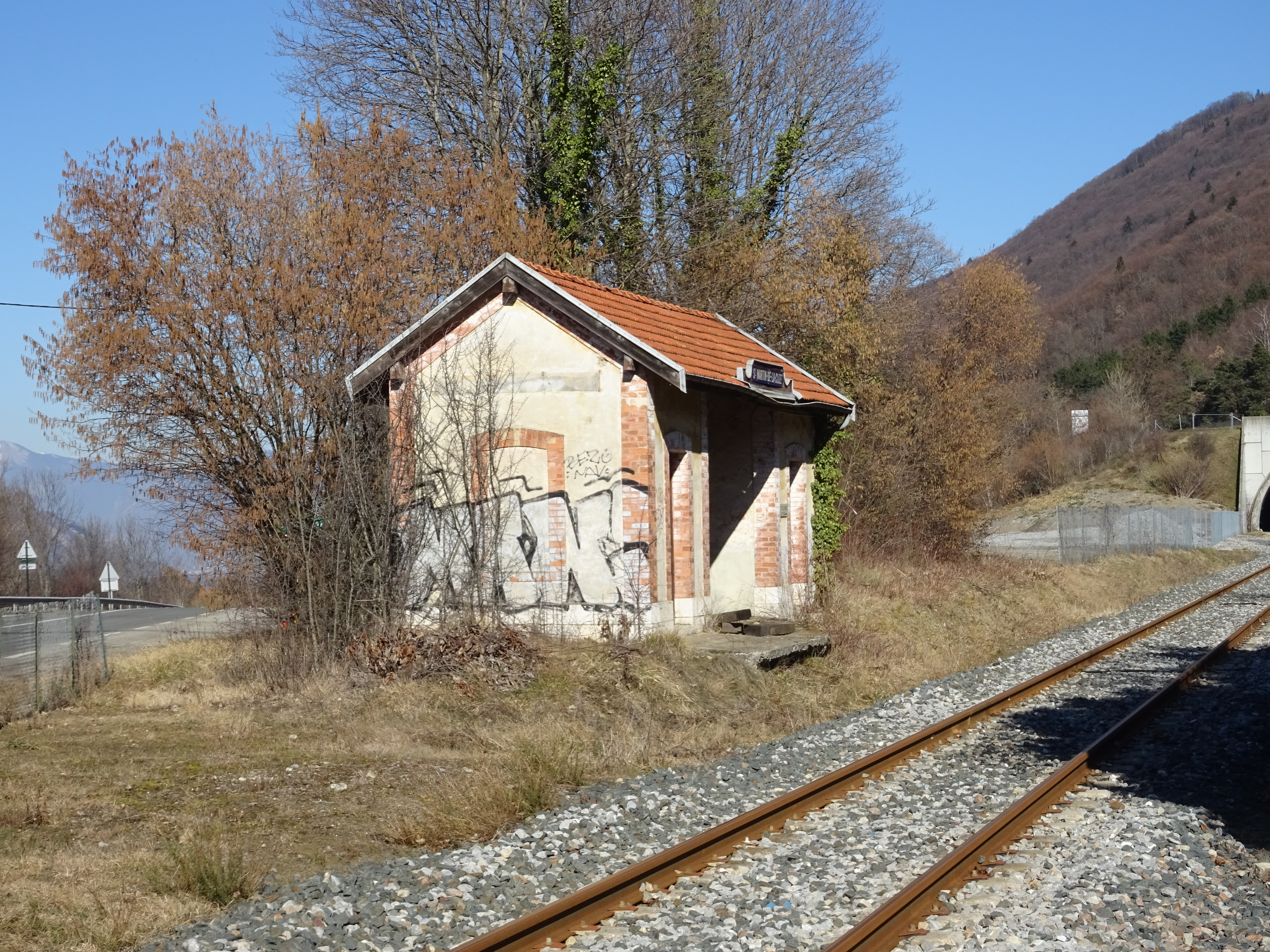
Ruinen der alten Bahnstation

## Persönlichkeiten
- Émile Gilioli (1911–1977), Bildhauer